# یارمحمدباغی
یارمحمدباغی (به ترکی آذربایجانی: Yarməmmədbağı) یک منطقهٔ مسکونی در جمهوری آذربایجان است که در شهرستان زردآب واقع شده‌است. یارمحمدباغی ۱٬۰۸۵ نفر جمعیت دارد.